# بي أو إس
بي أو إس (بالإنجليزية: BeOS)‏ هو نظام تشغيل لأجهزة الكمبيوتر الشخصية التي بدأ في تطويره شركة Be Inc. في عام 1991. وقد كتب لأول مرة ليعمل على أجهزة BeBox. وكان BeOS الأمثل للعمل على وسائط الرقمية، وقد كتب للاستفادة من تسهيلات الأجهزة الحديثة مثل أجهزة المعالجة المتعددة المتماثلة symmetric multiprocessing من خلال استخدام معيارى للنطاق I/O، خاصية تعدد مؤشرات الترابط الانتشارا، وتعدد المهمات الوقائي ومخصص 64 بت لنظام ملفات التسجيل في الصحيفة المعروف باسم BFS. وقد تم تطوير واجهة المستخدم الرسومية BeOS GUI على مبادئ الوضوح والنظافة، والتصميم المرتب. يستخدم الترميز احادي الكود Unicode الترميز الاعتيادي في GUI، وتدعمها أساليب الإدخال، مثل لم المدخلات ثنائية الاتجاه.التي لم تتحقق بعد وكتبAPI بلغة سي++ لسهولة البرمجة. لديها تافق جزئي POSIX والوصول إلى واجهة سطر الأوامر command-line interface من خلال Bash، على الرغم من أنه داخليا ليس منشق من نظام تشغيل يونيكس.
تم وضع BeOS كبرنامج الوسائط المتعددة الذي يمكن استخدامه من قبل أعداد كبيرة من جمهور المستخدمين لكمبيوتر سطح المكتب والمنافس لنظام التشغيل ماك Mac OS ومايكروسوفت يندوز Microsoft Windows. ومع ذلك، لم تتمكن في نهاية المطاف إلى تحقيق حصة كبيرة من السوق، وأثبت تجاريا على أنها غير قادرة على استمرار Be Inc. الشركة اشترتها شركة بالم Palm Inc.وحالياً BeOS بشكل رئيسي يستخدمه ويطوره عدد صغير من الجمهور المتحمسين له.
المصدر المفتوح OS Haiku تم تصميمه للبدء من حيث انتهت BeOS. Alpha 2 من Haiku تم إصداره في 2 مايو 2010.

## التاريخ
صممت في البداية للتشغيل على أجهزة AT&T Hobbit. وتم تعديل BeOS في وقت لاحق لتشغيل معالج البيانات PowerPC: أولى نظم تشغيل Be، لاحقاً PowerPC Reference Platform لشركة أبل Apple Inc هو البرنامج المرجعي للأجهزة المشتركة، على أمل أن شركة أبل سوف تشتري أو ترخص BeOS كبديل للبرنامج الذي كان قديم حينها كلاسيك ماك Mac OS Classic. الرئيس التنفيذي لشركة أبل جيل أميليوGil Amelio أجرى مفاوضات لشراء شركة Be Inc. لكن تعثرت المفاوضات عندما طلب الرئيس التنفيذي جاسي جان لوي Jean-Louis Gassée 200 مليون دولار؛ شركة أبل كانت لا تنتوي تقديم ما يزيد عن 125 مليون دولار. قرر مجلس إدارة شركة أبل أن الخيار الأفضل هو NeXTSTEP واشترت NeXT في عام 1996 بسعر 429 مليون دولار، وبذلك يعود مؤسس أبل ستيف جوبز Steve Jobs. ليزيد من تعقيد الأمور بالنسبة لشركة Be، أبل رفضت الكشف عن المعلومات الهندسية في خطها لأجهزة الكمبيوتر G3 وكانت معلومات مهمة في جعل BeOS تعمل على أحدث أجهزة أبل.
في عام 1997، بدأ تجميع قوة الحوسبة لـ BeOS (على قرص مضغوط للتثبيت الاختياري) مع خطها PowerPC مستند على استنساخ ماكنتوش. هذه النظم يمكنها التشغيل المزدوج Mac OS أو BeOS، مع شاشة البدء وتقديم خيار.
بسبب تحركات أبل وتراكم الديون على شركة Be، واستدار BeOS قريبا إلى منصة برامج Intel x86 مع إصدارها R3 في مارس 1998. وفي أواخرالتسعينات، تمكن BeOS من انتقاء أتباعه، ولكن الشركة فشلت في الاستمرار. وفي محاولة أخيرة لزيادة الفائدة من نظام التشغيل الفاشل، شركة Be.زالت الغطاء عن إصدار جديد، ولكن مجاناً، نسخة من BeOS R5 يعرف باسم BeOS النسخة الشخصية.BeOS Personal Edition (BeOS PE).BeOS PE) يمكن أن يبدأ من داخل مايكروسوفت ويندوز أو لينكس، وكان المقصود منه تعزيز اهتمام المستهلكين في منتجاتها وإعطاء المطوريين شيء للعب به.
شركة Be أيضا أزالت الغطاء عن نسخة من BeOS لأجهزة الإنترنت (BeIA)، والتي سرعان ما أصبحت تركز الشركات التجارية عليها مكان.BeOS BeOS PE و BeIA ثبت أنها قليلة وبعد فوات الأوان، وفي 2001، وبيعت حقوق الطبع والنشر شركة Be لشركة بالمPalm، بسعر 11 مليون دولار. يعتبر BeOS R5 هو آخر إصدار رسمي، ولكن BeOS R5.1 «دانو»، الذي كان قيد التطوير قبل بيع شركة Be لشركة Palm وشمل بيئة شبكات BeOS (BONE) مكدس الشبكات، تم تسريبه للجمهور بعد وقت قصير من انهيار الشركة.
في عام 2002، رفعت شركة Be دعوى ضد شركة مايكروسوفت مدعية أنه هيتاشي Hitachi بالعدول عن بيع أجهزة كمبيوتر متضمنة BeOS، وأنه تم الضغط على كومباك Compaq لعدم تسويق أي جهاز إنترنت في شراكة مع Be. BeOS زعمت أيضا ان مايكروسوفت تعمل على خفض منتج شركة Be initial public offering (IPO) بشكل غير طبيعي. وقد استقر في نهاية المطاف القضية خارج المحكمة  بدفع 23250000 مليون دولار مع عدم الاعتراف بأية مسؤولية على مايكروسوفت.
بعد الانقسام من شركة بالم Palm، PalmSource استخدم أجزاء من إطار الوسائط المتعددة لـ BeOS 'لمنتجهم بالم نظام التشغيل الكوبالت OS Cobalt الفاشل. وبالاستيلاء على PalmSource، حقوق BeOS تنتمي الآن إلى شركة Access Co.

### الاستمرارية
على الرغم من انتهاء شركة Be، إلا أن BeOS له أتباعه. رابطة BeOS لا تزال تتطور برمجيات مجانا وأصدرت حتى تصحيح الأخطاء ومشغلات (مسيق) ومستجدات مختلفة من بيوس BeOS. المصدر الرئيسي للبرامج ذات الصلة بـ BeOS يمكن الاطلاع عليها في BeBits.
وكانت واجهة المستخدم BeOS ملحوظة في وقت يكاد يكون لا يوجد لها مثيل تماما، حتى مع مأجورون الطرف الثالث. سمة BeOS الصفراء، علامات تغيير الطول على رأس النوافذ، والواجهة رمادية نسبيا.التي فرضتها التطبيقات الصعيرة widgets. وظلت واجهة المستخدم UI هذه دون تغيير نسبي من عام 1995، ولكن قد تم تجديدها بشكل كامل بحلول موعد تسريب دانو Dano. بيضة عيد الفصح (شم النسيم) في نظام التشغيل سمحت بتغيير شريط العنوان إلى منظر وإحساس بعض البرامج الآخرى (Mac OS 8 و Amiga Workbench ومظهر Windows 98) وفي Dano، تم تمديده ليصبح ميزة تسمح لتغيير شريط العنوان وأشرطة التمرير. لا يمكن تغيير أي واجهة تطبيقات صغيرة أخرى. هناك برنامج تمهيدي لدانو الطرف الثالث WindowShade الذي يسمح بتغيير الألوان من شريط العنوان وإطارالنافذة، ولكن المظهر يبقى على حاله.
تم استنساخ واجهة المستخدم الرسومية BeOS R5 GUI، على سبيل المثال في مظهر GNOME أو بيئة سطح مكتب KDE.

### تاريخ الإصدارات
| الإصدار                         | التاريخ        | الأجهزة            |
| ------------------------------- | -------------- | ------------------ |
| DR1–DR5                         | أكتوبر 1995    | AT&T Hobbit        |
| DR6 (developer release)         | يناير 1996     | باور بي سي         |
| DR7                             | أبريل 1996     | باور بي سي         |
| DR8                             | سبتمبر 1996    | باور بي سي         |
| Advanced Access Preview Release | مايو 1997      | باور بي سي         |
| PR1 (preview release)           | يونية 1997     | باور بي سي         |
| PR2                             | أكتوبر 1997    | باور بي سي         |
| R3                              | مارس 1998      | PowerPC and إكس 86 |
| R3.1                            | يونية 1998     | PowerPC and إكس 86 |
| R3.2                            | يولية 1998     | PowerPC and إكس 86 |
| R4                              | نوفمبر 4, 1998 | PowerPC and إكس 86 |
| R4.5 ("Genki")                  | يونية 1999     | PowerPC and إكس 86 |
| R5 PE/Pro ("Maui") ‏             | مارس 2000      | PowerPC and إكس 86 |
| R5.1 ("Dano") ‏                  | نوفمبر 2001    | Intel x86          |

## مشاريع لإعادة BeOS
وكان يحظى BeOS باحترام كبير من قبل قاعدة مستخدمين صغيرة ولكن أوفياء، الذين أصيبوا بخيبة أمل عندما تكون فشلت شركة Be تجاريا وأن ليس هناك أي زيادة تعزيز لنظام التشغيل ممكنا. في السنوات التي تلت حفنة من المشاريع التي شكلت لإعادة BeOS أو العناصر الأساسية لنظام التشغيل مع الهدف النهائي لاستمرار شركة Be تم تركته. ولضمان أن مشاريع أنظمة التشغيل هذه لا يمكن «أن تسلب» من شركة Be مرة آخرى، واجتذاب جهود المبرمجين المتطوعين، جميع هذه البرمجيات كانت حرة ومفتوحة المصدر. طبيعة وحدات BeOS الأصلي سهلت إعادة نظام التشغيل جزء واحد في وقت واحد، إدراج وحدات ترميز حديثة في نظام عمل BeOS لاختبار التوافق. في نهاية المطاف، كان كل من «السرفرات» "servers" (وحدات الرمز البينية) ليحل محله الرمز الأصلي، المرخص مجانا.
في غضون بضع سنوات، بعض من هذه المشاريع فقدت الزخم وأوقفت و. اسم النطاق لنظام التشغيل OS أزرق العينين انقضى وتناوله طرف آخر، أحدث الإصدارات المتاحة على الموقع الشبكي Cosmoe هي من عام 2004 والتطور النشط لـ E/OS انتهي في يوليو 2008، تم اختيار محطة عمل Beos حين توقفت شركة Be ولكن يبدو أيضا أن الأثنين قد ماتوا معاً. ومع ذلك استمر التطور في هايكو Haiku، وإعادة تطبيق كاملة للبيوس. BeOS أول إصدار لألفا (الأبجدية)،"Haiku R1 / Alpha 1", في 14 سبتمبر 2009. الإصدار ألفا الثاني، "Haiku R1 / Alpha 2"، أتيح في 9 مايو 2010.

## مشاريع لمواصلة BeOS
ZETA كان نظام التشغيل المتاح تجاريا مستند على قاعدة شفرة برنامج BeOS R5.1. وضعت أصلا من قبل YellowTAB، وتم توزيع نظام التشغيل حينها من قبل magnussoft. خلال التطوير بواسطة YellowTAB، تلقت الشركة انتقادات من مجتمع BeOS لرفضها مناقشة وضعهم القانوني فيما يتعلق بقاعدة شفرة BeOS (ربما لأسباب تعاقدية). شركة Access Co. (التي اشترت PalmSource، حتى ذلك الحين، أصحاب الملكية الفكرية المرتبطة ببيوس BeOS) ومنذ ذلك الحين أعلنت أن YellowTAB ليس لها الحق في توزيع نسخة معدلة من BeOS، وتوقف magnussoft عن توزيع نظام التشغيل.

## المنتجات التي تستخدم BeOS
BeOS (وهي الآن Zeta Zeta) لا تزال تستخدم في أجهزة الوسائط مثل نموذج محرر الفيديو Edirol DV-7 من شركة رولاند التي تعمل على أعلى تعديل من. BeOS، وبرنامج التشغيل الآلي الاذاعي TuneTracker الذي يعمل على BeOS وZeta، ولكن بيع أيضا باسم " Station-in-a-Box" متضمن نظام التشغيل Zita..
مسجل الصوت الرقمي Tascam SX-1 يدير نسخة معدلة بشكل كبير من BeOS التي ستطلق فقط برنامج تسجيل الواجهة.
تكنولوجيا iZ تبيع الرادار 24 والرادار الخامس RADAR 24 and RADAR V، يستند إلى قرص الثابت، 24 - مسار المسجلات السمعية عالية التقنية مستندة على BeOS 5..
Magicbox، ماجيكبوكس الشركة المصنعة لآلات عرض البث ولافتات، تستخدم BeOS لزيادة قدرة خط منتجاتها Aavelin.
Final Scratch، سجل رمز الوقت الثاني عشر يحركها نظام البرمجيات وأجهزة DJ ،(the 12″ vinyl timecode record-driven DJ software/hardware system) أستحدثت أولاً بـ BeOs. وقد بيعت نسخة " ProFS " إلى بضع العشرات قبل إصدار DJ 1.0، التي تم تشغيله على قسم لينكس الافتراضي.

## وصلات خارجية
- BeOS 5.0 (Personal Edition) as a free download (Most likely to be documented for early 2000-01 hardware.)
- Mirror of the old www.be.com site
- BeOS Celebrating Ten Years
- BeGroovy نسخة محفوظة 13 سبتمبر 2020 على موقع واي باك مشين. A blog dedicated to all things BeOS
- BeOS: The Mac OS X might-have-been, reghardware.co.uk
- YouTube videos على يوتيوبA brief overview of BeOS's features
- Programming the Be Operating System — An أوريلي ميديا Open Book (out of print)
- BeOS 5 Max Edition (OSvirtual) — BeOS 5 Max Edition, installed in VMWare virtual machine